# Falsterbo
Falsterbo forma com Skanör a cidade de Skanör-Falsterbo, na província da Escânia, no condado da Escânia, na comuna de Velinge. Está na ponta da pequena península de Falsterbo, no extremo sudoeste da Suécia, e é uma importante estância turística de verão.